# Autoroute A6 (Francia)

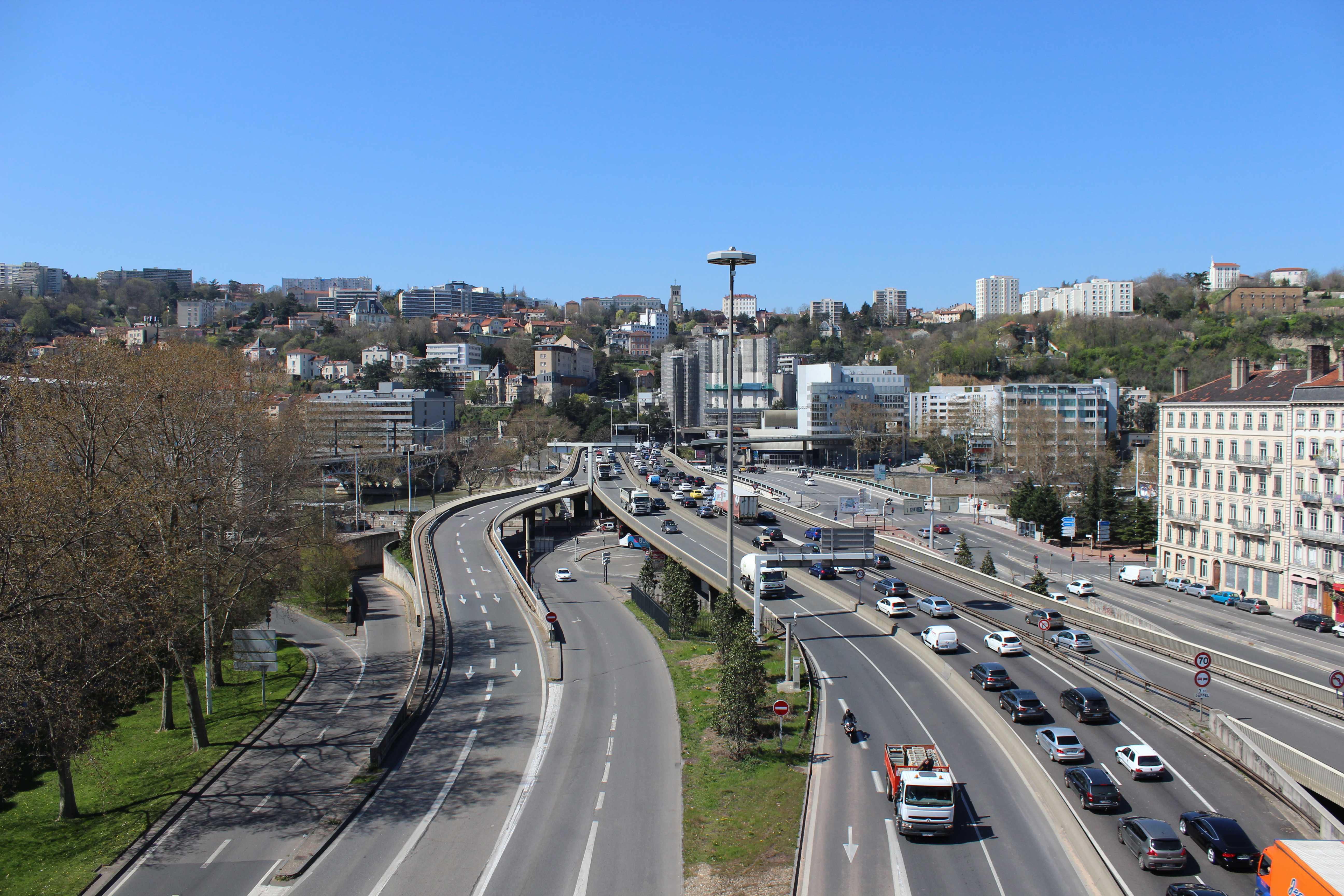
A6, Lione.

L'autostrada A6 (o Autostrada del Sole), lunga 460 km e il cui primo tratto è stato aperto nel 1960, collega Parigi con Lione. Fa parte delle strade europee E15, E21 e E60.

## Percorso
| PARIGI-LIONE |
| Boulevard périphérique di Parigi Intérieur - Porte d'Arcueil                                                                 |
| RN20 - Porte d'Orléans |
| Boulevard Périphérique Extérieur                                                                                             |
| A6b Nord - Metz; Nancy; Lille; Villejuif; Arcueil; Périphérique east; Porte d'Italie                                         |
| A106 Sud - Aéroport Orly |
| Rungis |
| A10 Sud - Palaiseau; Étampes; Bordeaux; Nantes; Massy; Longjumeau                                                            |
| A6b Nord - Versailles; Antony; Lille; Metz; Nancy; Rungis; Aéroport Orly; Créteil                                            |
| verso l'A10 - Palaiseau; Massy; Wissous (A126)                                                                               |
| Chilly-Mazarin; Morangis; Longjumeau                                                                                         |
| Savigny-sur-Orge; Épinay-sur-Orge; Morsang-sur-Orge; Sainte-Geneviève-des-Bois                                               |
| Viry-Châtillon; Fleury-Mérogis (N445)                                                                                        |
| Grigny; Ris-Orangis; Viry-Châtillon (N440; N441)                                                                             |
| N104 ovest verso A13; to A10 - Rouen; Bordeaux; Nantes; Versailles; Évry-Centre; Courcouronnes; Bondoufle (N440; N441; N449) |
| A31 direzione A36; direzione A5 - Lille; Metz; Nancy; Besançon; Dijon (E60 est)                                              |
| Mâcon-Sud; Mâcon; Moulins; Charnay-lès-Mâcon; Thoissey; Cluny; Charolles (N79)                                               |
| Vieux Lyon |
| Lyon-Centre, Perrache |
| Lyon-Part-Dieu |